# Kościół św. Wojciecha i św. Stanisława Biskupa w Kaliszu
Kościół św. Wojciecha i św. Stanisława Biskupa w Kaliszu (po 1945 znany jako kościół garnizonowy) – kościół położony w zespole gmachów jezuickich na kaliskim Śródmieściu, pojezuicki, wczesnobarokowy, trzynawowy, czteroprzęsłowy, bazylikowy z emporami.
Wzniesiony w latach 1592–1597 z fundacji prymasa Stanisława Karnkowskiego według projektu Jana Marii Bernardoniego z Como; katolicki, konsekrowany w 1596.
Pierwotnie był częścią nowo powstałego w mieście kolegium jezuickiego. Obecnie po katedrze w Lublinie i kolegiacie Bożego Ciała w Jarosławiu (za czasów I Rzeczypospolitej najstarszym był kościół katolicki w Nieświeżu) najstarszy kościół jezuicki w Polsce. W wieży kościoła działało pierwsze polskie obserwatorium astronomiczne (1613), założone przez Karola Malaperta.
Pochowani zostali tutaj m.in. prymas Stanisław Karnkowski (w 1798 jego szczątki zostały przeniesione do kaliskiej bazyliki) oraz starosta żywiecki Krzysztof Czarniecki, ojciec hetmana polnego koronnego Stefana Czarnieckiego.
W 1798 za zgodą papieża Piusa VI opuszczony wówczas kościół przekazano luteranom.  Pełnił rolę kościoła ewangelickiego do lat II Wojny Światowej. W 1940 r. Kalisz opuścił luterański proboszcz Edward Wende, ale nabożeństwa ewangelickie dalej się odbywały. W 1945 roku na prośbę katolików bez żadnej podstawy prawnej kościół został im przekazany i przekształcony na garnizonowy. Ewangelicy starali się o jego zwrot do lat 90. XX wieku.